# 哈德森鎮區 (密蘇里州梅肯縣)
哈德森鎮區（英語：Hudson Township）是位於美國密蘇里州梅肯縣的一個行政鎮區。

## 地方資料
哈德森鎮區的面積為92.61平方千米，當中陸地面積為88.61平方千米，而水域面積為4.00平方千米。根據2020年美國人口普查的數據，當地共有人口6642人，而人口密度為每平方千米71.72人。